# Balantiopteryx
Balantiopteryx là một chi động vật có vú trong họ Dơi bao, bộ Dơi. Chi này gồm ba loài:
- Balantiopteryx infusca (Dơi bao Ecuador)
- Balantiopteryx io (Dơi bao Thomas)
- Balantiopteryx plicata (Dơi bao xám)

## Các loài
Chi này gồm các loài: